# Tomoderus smetanai
Tomoderus smetanai là một loài bọ cánh cứng trong họ Anthicidae. Loài này được Uhmann miêu tả khoa học năm 1989.